# Brit Claudia Dehler
Brit Claudia Dehler (geboren in Bergisch Gladbach) ist eine deutsche Schauspielerin.

## Leben
Brit Claudia Dehler besuchte in Köln die Schauspielschule und gastierte parallel dazu am Schauspiel Köln. Anschließend war sie zwei Jahre am Wolfgang Borchert Theater Münster, debütierte 2006 als Nina in Tschechows Möwe in der Inszenierung des neuen Intendanten Meinhard Zanger und war danach über sieben Spielzeiten am Mecklenburgischen Staatstheater Schwerin engagiert. Hier spielte sie u. a. Johanna Dark in Die heilige Johanna der Schlachthöfe, Lämmchen in Kleiner Mann, was nun?, Ophelia in Hamlet sowie Ilse in Frühlingserwachen und arbeitete mit Regisseuren wie Claudia Bauer, Henriette Hörnigk, Peter Dehler, Daniel Pfluger, David Czesienski und Robert Hartmann.
Für ihre schauspielerische Leistung in dem Solostück Fressen Lieben Kotzen erhielt Brit Claudia Dehler 2012 den Conrad-Ekhof-Preis. Mit dem Beginn der Spielzeit 2016/17 war sie freischaffend. Währenddessen gastierte am Theater Bielefeld unter anderem in Arthur Millers Hexenjagd in George Orwells 1984. Seit Beginn der Spielzeit 2018/19 gehört Brit Claudia Dehler zum Ensemble des Theaters Bielefeld. Hier spielte sie seither in der Uraufführung von Lisa Danulats German Love Letter, im Anna-Seghers-Projekt TransitTage, Jenny in Lucy Kirkwoods Moskitos, in der Uraufführung von David Gieselmanns Spin  sowie als Maryse in Ivan Calbéracs Jugendliebe.